# Żabokliki (powiat siedlecki)
Żabokliki – wieś w Polsce położona w województwie mazowieckim, w powiecie siedleckim, w gminie Siedlce. Ma status sołectwa. Leży nad Helenką. 
Wieś szlachecka położona była w drugiej połowie XVI wieku w ziemi łukowskiej województwa lubelskiego. W latach 1975–1998 miejscowość należała administracyjnie do województwa siedleckiego.
Wierni Kościoła rzymskokatolickiego należą do parafii św. Maksymiliana Marii Kolbego w Siedlcach.
Miejscowość położona 3 km na północny wschód od centrum Siedlec. Przez wieś przebiega droga powiatowa Siedlce - Korczew i droga do Topórka.